# Regeneration (Chemie)
Als Regeneration oder Regenerierung (lat. von regenerare „wieder (er)zeugen“) wird in der Chemie- und Verfahrenstechnik die Wiederherstellung eines Stoffs oder Systems verstanden.
Zur Regeneration zählen Vorgänge wie
- die Desorption, Trocknung und Kühlung beladener Adsorbenzien,[3]
- die Desorption von Katalysatorgiften bei Katalysatoren[2] und
- der Austausch von „stärkeren“ Ionen durch Zugabe eines Überschusses an „schwächeren“ Ionen bei Ionenaustauschern.[4]

Bei zahlreichen Prozessen gelingt eine Regeneration mit vertretbarem Aufwand nicht vollständig, sodass mit einer Restbeladung des regenerierten Stoffs oder Systems zu rechnen ist.